# Tășnad
Tășnad é uma cidade (oraș) da Romênia com 10188 habitantes, localizada no județ (distrito) de Satu Mare.